# Opont
Opont (en wallon Ôpont) est une section de la commune belge de Paliseul située en Région wallonne dans la province de Luxembourg.

## Géographie
L'ancienne commune d'Opont était composée de plusieurs villages ou hameaux : Opont, Our, Frêne (certains écrivent Fresne, Fresnes ou Frênes) et Beth. L'Our, un affluent de la Lesse, baigne ces quatre localités.
Le village d'Our fait partie de l'association qui regroupe les plus beaux villages de Wallonie.
Le code postal est 6852. Ce code est également celui du village voisin de Maissin.

## Évolution démographique
- Source: DGS, 1831 à 1970=recensements population, 1976= habitants au 31 décembre

## Histoire
Opont était une commune à part entière avant la fusion des communes de 1977.
Elle correspond à l'ancienne seigneurie des Abbyes (aussi orthographiée Aby, Abbys ou Abys) qui faisait partie du duché de Bouillon. Le hameau de Beth, où se trouve l'ancien château de la seigneurie, est parfois renseigné sous le nom de celle-ci. Durant la période française, elle faisait partie du département des Forêts. Initialement, les habitants de la seigneurie des Abbyes dépendaient de la paroisse de Graide.
Le château de Beth a été transformé en monastère par des sœurs Visitandines en 1874. Il constitue actuellement un domaine privé et abrite un centre d’accueil pour enfants.
Depuis quelques années, la comtesse de Malakoff, Mathilde Polet, réside dans une partie du château de Beth.

## Galerie

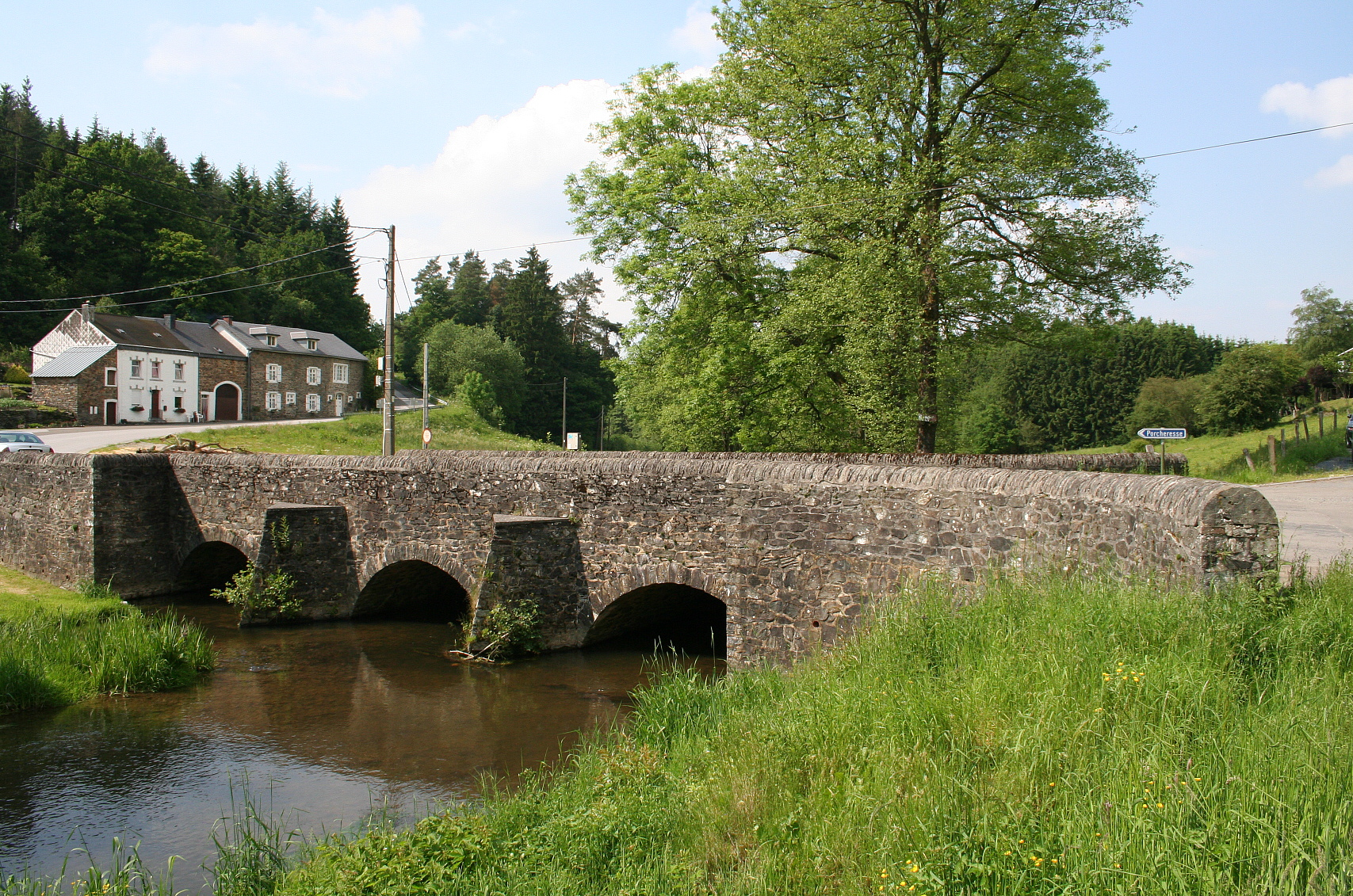
Pont sur l'Our au nord du village d'Our
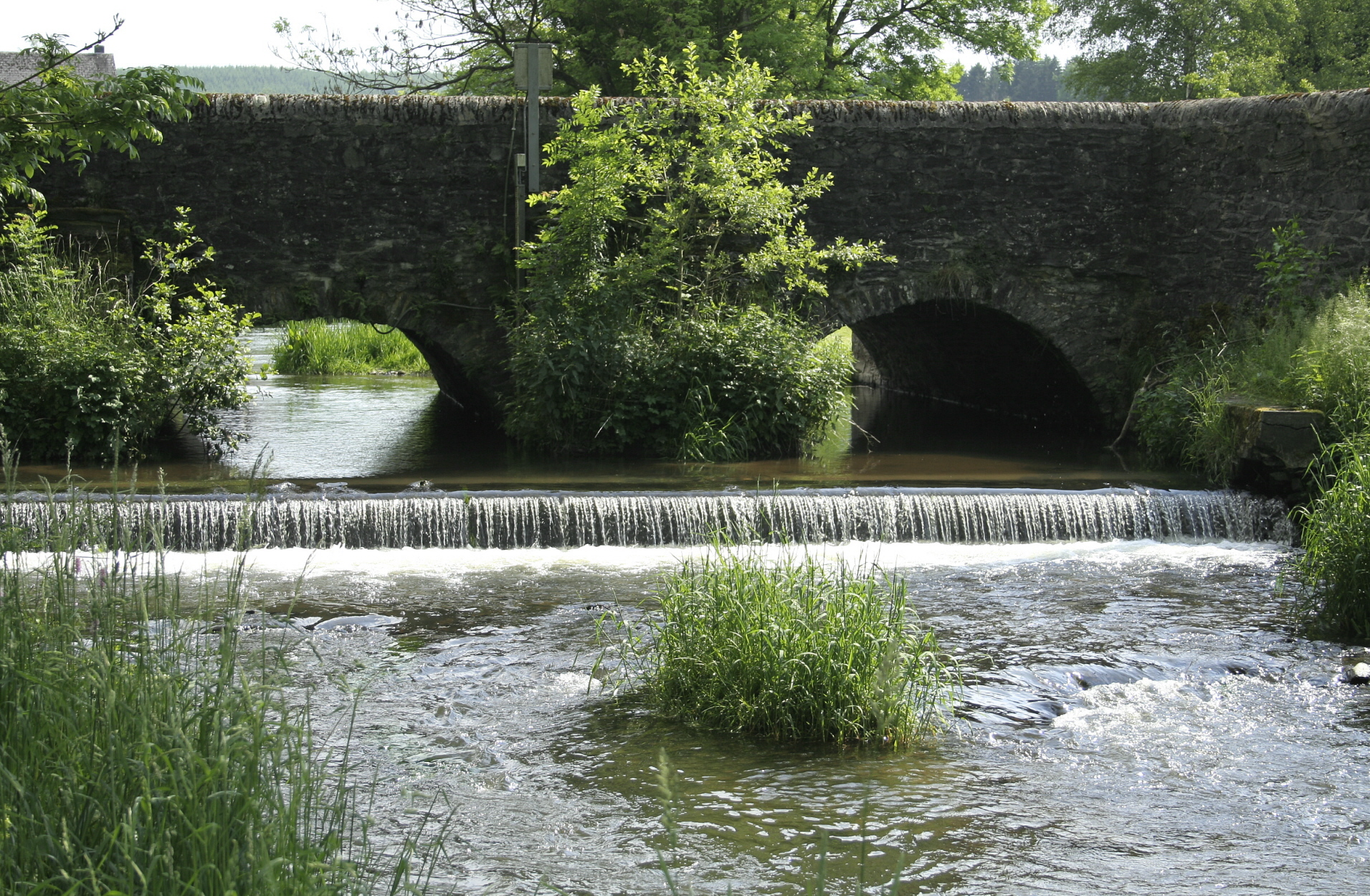
Pont sur l'Our au nord du village d'Our